# Geosmithia emersonii
Geosmithia emersonii är en svampart som först beskrevs av Stolk, och fick sitt nu gällande namn av Pitt 1979. Geosmithia emersonii ingår i släktet Geosmithia, ordningen köttkärnsvampar, klassen Sordariomycetes, divisionen sporsäcksvampar och riket svampar.   Inga underarter finns listade i Catalogue of Life.